# NBA 2K1
NBA 2K1 é um simulador do campeonato norte-americano de basquete (NBA) da temporada de 2001. Foi desenvolvido pela Visual Conceptse publicado pela Sega.